# Венжерув
Венжерув (пол. Wężerów) — село в Польщі, у гміні Сломники Краківського повіту Малопольського воєводства.
Населення — 394 особи (2011).
У 1975-1998 роках село належало до Краківського воєводства.

## Демографія
Демографічна структура станом на 31 березня 2011 року:
|          | Загалом | Допрацездатний вік | Працездатний вік | Постпрацездатний вік |
| -------- | ------- | ------------------ | ---------------- | -------------------- |
| Чоловіки | 181     | 24                 | 126              | 31                   |
| Жінки    | 213     | 41                 | 121              | 51                   |
| Разом    | 394     | 65                 | 247              | 82                   |